# Magyar Középponti Vasút
A Magyar Középponti Vaspálya Társaság – közkeletű nevén: Magyar Középponti Vasút – (MKpV; németül: Ungarische Zentral-Eisenbahn, UZB) egy magánvasúttársaság volt a Habsburg Birodalom Magyar  Királyság területén. A társaságot 1850-ben államosították.

## Története
Az egykori Magyarországon már 1837-ben engedélyezték lóvasút építését Pozsony és Nagyszombat között, de végül csak egy 8 mérföldes szakasz épült meg Szeredig 1846-ban.
Az első „gőzvasutak” viszont 1844 és 1845-ben kaptak koncessziót. A Magyar Középponti Vasút a Marchegg-Pozsony és a Pest-Debrecen vonalakon kívül koncessziót kapott a komáromi, aradi, nagyváradi és rakamazi szárnyvonalak megépítésére is.
1846. július 15-én megnyitották a Pest-Vác vonalat. Ezt követte 1847. szeptember 1-jén a Pest-Szolnok, majd 1848 augusztus 10-én a Marchegg-Pozsony vonal, amellyel vasúti kapcsolat létesült Ausztria és Magyarország között.
1850. augusztus 7-én az MKpV-t az osztrák állam felvásárolta 20 458 361 osztrák forintért. Innentől mint cs. kir. Délkeleti Államvasút működött. Végül 1855. január 1-jével reprivatizálták, az Államvasút-Társaság vásárolta meg (k.k. privilegierte Staatseisenbahngesellschaft, StEG), s ismét mint magántársaság működött tovább.

## Vonalai
- Pest–Vác (megnyitva: 1846 július 15.)
- Pest–Szolnok (megnyitva: 1847 augusztus 1.)
- Marchegg–Pozsony (megnyitva: 1848 augusztus 10.)

## Mozdonyai
- 1845: PEST, BUDA, PANNONIA és POZSONY
- 1846: DEBRECZEN
- 1846: VÁCZ, NEOGRÁD, ESZTERGOM, KOMÁROM, HONT, BORSOD, NYITRA és HÉVES
- 1846: BETS
- 1846: NÁDOR, ISTVÁN
- 1847: CZEGLÉD, ABONY, PILIS, MONOR, ALBERTI, IRSA, VISEGRÁD, ÜLLÖ, SZOLNOK, BIHAR
- 1847: ERÖS, ÉRSEK-UJVÁR, TISZA és DUNA
- 1848/49: NAGY KÖRÖS, VILLAM és CSILLAG

## Fordítás
- Ez a szócikk részben vagy egészben  az   Ungarische Central-Eisenbahn című német Wikipédia-szócikk fordításán alapul.  Az eredeti cikk szerkesztőit annak laptörténete sorolja fel. Ez a jelzés csupán a megfogalmazás eredetét és a szerzői jogokat jelzi, nem szolgál a cikkben szereplő információk forrásmegjelöléseként.